# Natação no Campeonato Europeu de Esportes Aquáticos de 2012 - 100 m livre masculino
A prova dos 100 metros livre masculino da natação no Campeonato Europeu de Esportes Aquáticos de 2012 ocorreu nos dias 24 e 25 de maio em Debrecen na Hungria. 

## Calendário
| Fase          | Data       | Hora  |
| ------------- | ---------- | ----- |
| Eliminatórias | 24 de maio | 09:51 |
| Semifinal     | 24 de maio | 17:18 |
| Final         | 25 de maio | 17:42 |

Todos os horários estão no horário local (UTC+1)

## Recordes
Antes desta competição, os recordes eram os seguintes:
| Recorde mundial       | César Cielo   | 46.91 | Roma      | 30 de julho de 2009 |
| Recorde europeu       | Alain Bernard | 47.12 | Roma      | 30 de julho de 2009 |
| Recorde do campeonato | Alain Bernard | 47.50 | Eindhoven | 22 de março de 2008 |

## Medalhistas
| Ouro                  | Prata               | Bronze                  |
| Filippo Magnini (ITA) | Alain Bernard (FRA) | Norbert Trandafir (ROU) |

## Resultados

### Eliminatórias
Esses foram os resultados das eliminatórias. 
| Pos. | Bateria | Raia | Nadador                      | Nacionalidade | Tempo | Notas            |
| ---- | ------- | ---- | ---------------------------- | ------------- | ----- | ---------------- |
| 1    | 9       | 5    | Amaury Leveaux               | França        | 48.77 | Q                |
| 2    | 9       | 4    | Marco di Carli               | Alemanha      | 48.81 | Q                |
| 3    | 7       | 2    | Norbert Trandafir            | Roménia       | 49.09 | Q                |
| 4    | 9       | 2    | Dieter Dekoninck             | Bélgica       | 49.12 | Q                |
| 5    | 8       | 4    | Filippo Magnini              | Itália        | 49.24 | Q                |
| 6    | 7       | 4    | Alain Bernard                | França        | 49.31 | Q                |
| 7    | 9       | 1    | Dominik Kozma                | Hungria       | 49.37 | Q                |
| 8    | 7       | 5    | Pieter Timmers               | Bélgica       | 49.38 | Q                |
| 9    | 9       | 8    | Jasper Aerents               | Bélgica       | 49.39 |                  |
| 10   | 9       | 7    | Oleg Tikhobaev               | Rússia        | 49.51 | Q                |
| 11   | 8       | 7    | Emmanuel Vanluchene          | Bélgica       | 49.56 |                  |
| 12   | 6       | 1    | Yauhen Tsurkin               | Bielorrússia  | 49.62 | Recorde nacional |
| 13   | 8       | 3    | Steffen Deibler              | Alemanha      | 49.63 | Q                |
| 14   | 6       | 6    | Kemal Arda Gürdal            | Turquia       | 49.64 | Q,               |
| 15   | 7       | 3    | Michele Santucci             | Itália        | 49.66 | Q                |
| 16   | 6       | 4    | Mindaugas Sadauskas          | Lituânia      | 49.74 | Q                |
| 17   | 8       | 2    | Vitaly Syrnikov              | Rússia        | 49.75 | Q                |
| 18   | 8       | 1    | Martin Verner                | Chéquia       | 49.83 | Q                |
| 19   | 8       | 5    | Stefan Nystrand              | Suécia        | 49.87 | Q                |
| 20   | 3       | 3    | Kristian Gkolomeev           | Grécia        | 49.89 |                  |
| 21   | 9       | 6    | Christoph Fildebrandt        | Alemanha      | 49.92 |                  |
| 22   | 6       | 5    | Petter Stymne                | Suécia        | 49.99 |                  |
| 22   | 7       | 8    | Krisztián Takács             | Hungria       | 49.99 |                  |
| 24   | 8       | 6    | Andrea Rolla                 | Itália        | 50.13 |                  |
| 25   | 6       | 8    | Tiago Andre Venancio         | Portugal      | 50.16 |                  |
| 26   | 5       | 5    | Uvis Kalnins                 | Letônia       | 50.23 |                  |
| 27   | 5       | 1    | Lars Frölander               | Suécia        | 50.31 |                  |
| 28   | 3       | 1    | Filip Wypych                 | Polónia       | 50.35 |                  |
| 29   | 6       | 7    | Peter Mankoč                 | Eslovênia     | 50.36 |                  |
| 30   | 7       | 7    | Craig Gibbons                | Reino Unido   | 50.49 |                  |
| 31   | 6       | 3    | Arseni Kukharau              | Bielorrússia  | 50.52 |                  |
| 32   | 4       | 1    | Pjotr Degtjarjov             | Estónia       | 50.55 |                  |
| 33   | 4       | 5    | Ari-Pekka Liukkonen          | Finlândia     | 50.62 |                  |
| 34   | 4       | 6    | Radovan Siljevski            | Sérvia        | 50.67 |                  |
| 35   | 3       | 7    | Viacheslav Andrusenko        | Rússia        | 50.69 |                  |
| 35   | 4       | 7    | Martin Spitzer               | Áustria       | 50.69 |                  |
| 37   | 3       | 6    | Ivan Levaj                   | Croácia       | 50.85 |                  |
| 37   | 5       | 8    | Aurelien Künzi               | Suíça         | 50.85 |                  |
| 39   | 3       | 2    | Gard Kvale                   | Noruega       | 50.89 |                  |
| 40   | 5       | 7    | Daniel Rast                  | Suíça         | 50.91 |                  |
| 41   | 1       | 4    | Fotios Koliopoulos           | Grécia        | 50.92 |                  |
| 42   | 3       | 8    | Radoslaw Bor                 | Polónia       | 51.09 |                  |
| 43   | 5       | 6    | Pawel Werner                 | Polónia       | 51.10 |                  |
| 44   | 2       | 1    | Evgheni Coroliuc             | Moldávia      | 51.14 |                  |
| 45   | 3       | 4    | Árni Már Árnason             | Islândia      | 51.18 |                  |
| 46   | 3       | 5    | Boris Stojanović             | Sérvia        | 51.19 |                  |
| 47   | 4       | 2    | Simonas Bilis                | Lituânia      | 51.21 |                  |
| 48   | 5       | 4    | Alexandre Escudier Agostinho | Portugal      | 51.27 |                  |
| 49   | 5       | 2    | Ioannis Kalargaris           | Grécia        | 51.44 |                  |
| 50   | 4       | 3    | Mario Alexandre Pereira      | Portugal      | 51.58 |                  |
| 51   | 2       | 4    | Christian Scherübl           | Áustria       | 51.59 |                  |
| 52   | 4       | 8    | Luis Emanuel Vaz             | Portugal      | 51.74 |                  |
| 53   | 2       | 3    | Balázs Zámbó                 | Hungria       | 52.51 |                  |
| 54   | 2       | 5    | Tadas Duškinas               | Lituânia      | 52.60 |                  |
| 55   | 2       | 6    | Irakli Revishvili            | Geórgia       | 52.97 |                  |
| 56   | 2       | 7    | Ole Martin Ree               | Noruega       | 53.08 |                  |
| 57   | 1       | 5    | Tal Hanani                   | Israel        | 53.32 |                  |
| 58   | 1       | 3    | Hedin Olsen                  | Ilhas Feroé   | 53.37 | Recorde nacional |
| 59   | 2       | 2    | Aleksandar Nikolov           | Bulgária      | 53.55 |                  |
| 60   | 4       | 4    | Mattias Carlsson             | Suécia        | DNS   |                  |
| 60   | 5       | 3    | Andriy Govorov               | Ucrânia       | DNS   |                  |
| 60   | 6       | 2    | Nimrod Shapira Bar-Or        | Israel        | DNS   |                  |
| 60   | 7       | 1    | Dominik Meichtry             | Suíça         | DNS   |                  |
| 60   | 7       | 6    | Marco Orsi                   | Itália        | DNS   |                  |
| 60   | 8       | 8    | Flori Lang                   | Suíça         | DNS   |                  |
| 60   | 9       | 3    | Markus Deibler               | Alemanha      | DNS   |                  |

### Semifinal
Esses foram os resultados das semifinais. 
Semifinal 1
| Pos. | Raia | Nadador          | Nacionalidade | Tempo | Notas |
| ---- | ---- | ---------------- | ------------- | ----- | ----- |
| 1    | 4    | Marco di Carli   | Alemanha      | 48.96 | Q     |
| 2    | 5    | Dieter Dekoninck | Bélgica       | 49.19 | Q     |
| 3    | 6    | Pieter Timmers   | Bélgica       | 49.21 | Q     |
| 4    | 3    | Alain Bernard    | França        | 49.27 | Q     |
| 5    | 7    | Michele Santucci | Itália        | 49.47 |       |
| 5    | 8    | Stefan Nystrand  | Suécia        | 49.47 |       |
| 7    | 2    | Steffen Deibler  | Alemanha      | 49.54 |       |
| 8    | 1    | Vitaly Syrnikov  | Rússia        | 49.56 |       |

Semifinal 2
| Pos. | Raia | Nadador             | Nacionalidade | Tempo | Notas |
| ---- | ---- | ------------------- | ------------- | ----- | ----- |
| 1    | 4    | Amaury Leveaux      | França        | 48.52 | Q     |
| 2    | 3    | Filippo Magnini     | Itália        | 48.84 | Q     |
| 3    | 5    | Norbert Trandafir   | Roménia       | 49.08 | Q     |
| 4    | 6    | Dominik Kozma       | Hungria       | 49.45 | Q     |
| 5    | 2    | Oleg Tikhobaev      | Rússia        | 49.61 |       |
| 6    | 7    | Kemal Arda Gürdal   | Turquia       | 49.66 |       |
| 7    | 1    | Mindaugas Sadauskas | Lituânia      | 49.86 |       |
| 8    | 8    | Martin Verner       | Chéquia       | 50.03 |       |

### Final
Esse foi o resultado da final. 
| Pos.              | Raia | Nadador           | Nacionalidade | Tempo | Notas |
| ----------------- | ---- | ----------------- | ------------- | ----- | ----- |
| Medalha de ouro   | 5    | Filippo Magnini   | Itália        | 48.77 |       |
| Medalha de prata  | 1    | Alain Bernard     | França        | 48.95 |       |
| Medalha de bronze | 6    | Norbert Trandafir | Roménia       | 49.13 |       |
| 4                 | 4    | Amaury Leveaux    | França        | 49.16 |       |
| 5                 | 8    | Dominik Kozma     | Hungria       | 49.17 |       |
| 6                 | 3    | Marco di Carli    | Alemanha      | 49.18 |       |
| 7                 | 7    | Pieter Timmers    | Bélgica       | 49.19 |       |
| 8                 | 2    | Dieter Dekoninck  | Bélgica       | 49.42 |       |

Legenda
| Recorde mundial       | Recorde mundial (World record)               |                       | Recorde africano                      | Recorde africano (African) |                                           | Q | Classificado por posição (Qualified) |
| Recorde do campeonato | Recorde do campeonato (Championship record)  | Recorde da América    | Recorde da América (Americas)         | q                          | Classificado por melhor tempo (Qualified) |   |                                      |
| Melhor marca do ano   | Melhor marca do ano (World leading)          | Recorde asiático      | Recorde asiático (Asian)              | DNS                        | Não largou (Did not start)                |   |                                      |
| Recorde nacional      | Recorde nacional (National record)           | Recorde europeu       | Recorde europeu (European)            | DNF                        | Não terminou (Did not finish)             |   |                                      |
| Recorde pessoal       | Recorde pessoal do atleta (Personal best)    | Recorde da Oceania    | Recorde da Oceania (Oceania)          | DSQ / DQ                   | Desclassificado (Disqualified)            |   |                                      |
| Recorde da temporada  | Recorde da temporada do atleta (Season best) | Recorde sul-americano | Recorde sul-americano (South America) | NM                         | Sem marca (No mark)                       |   |                                      |